# Луки Каліфорнійської долини
Луки Каліфорнійської долини (ідентифікатор WWF: NA0801) — неарктичний екорегіон помірних луків, саван і чагарників, розташований в Каліфорнії на заході США.

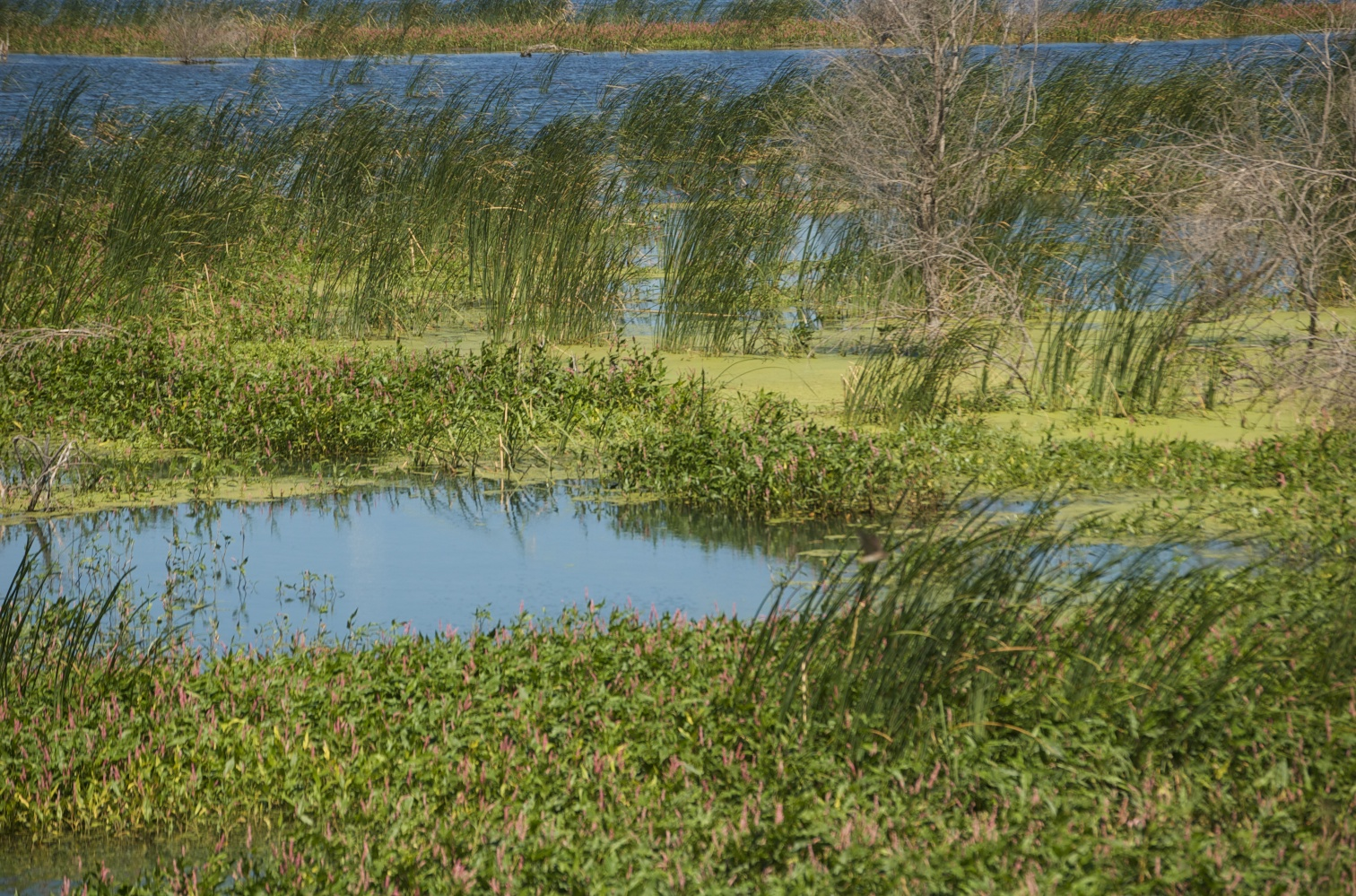
Водно-болотні угіддя дельти Сакраменто

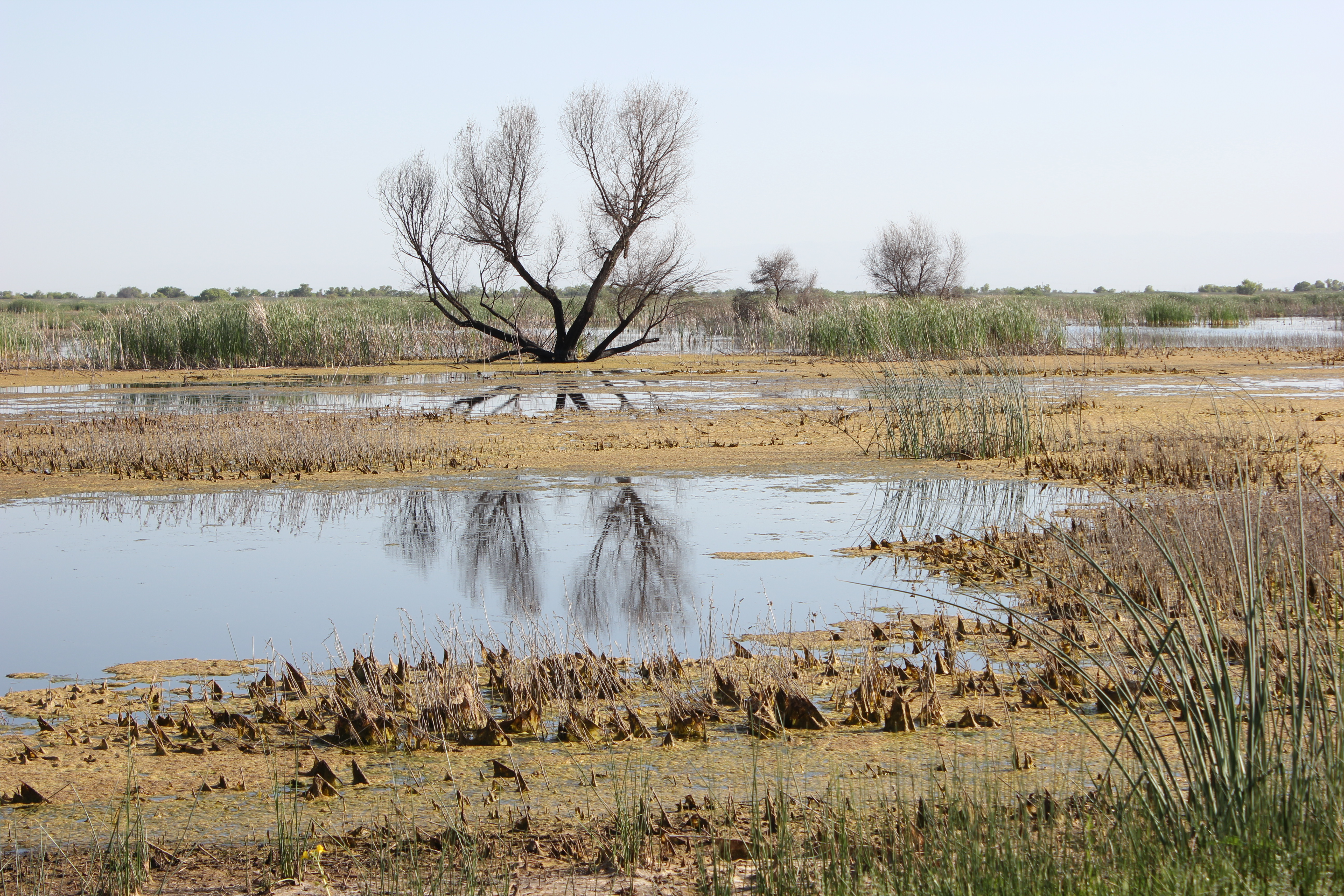
Водно-болотні угіддя у заповіднику Національний природний заповідник Керн

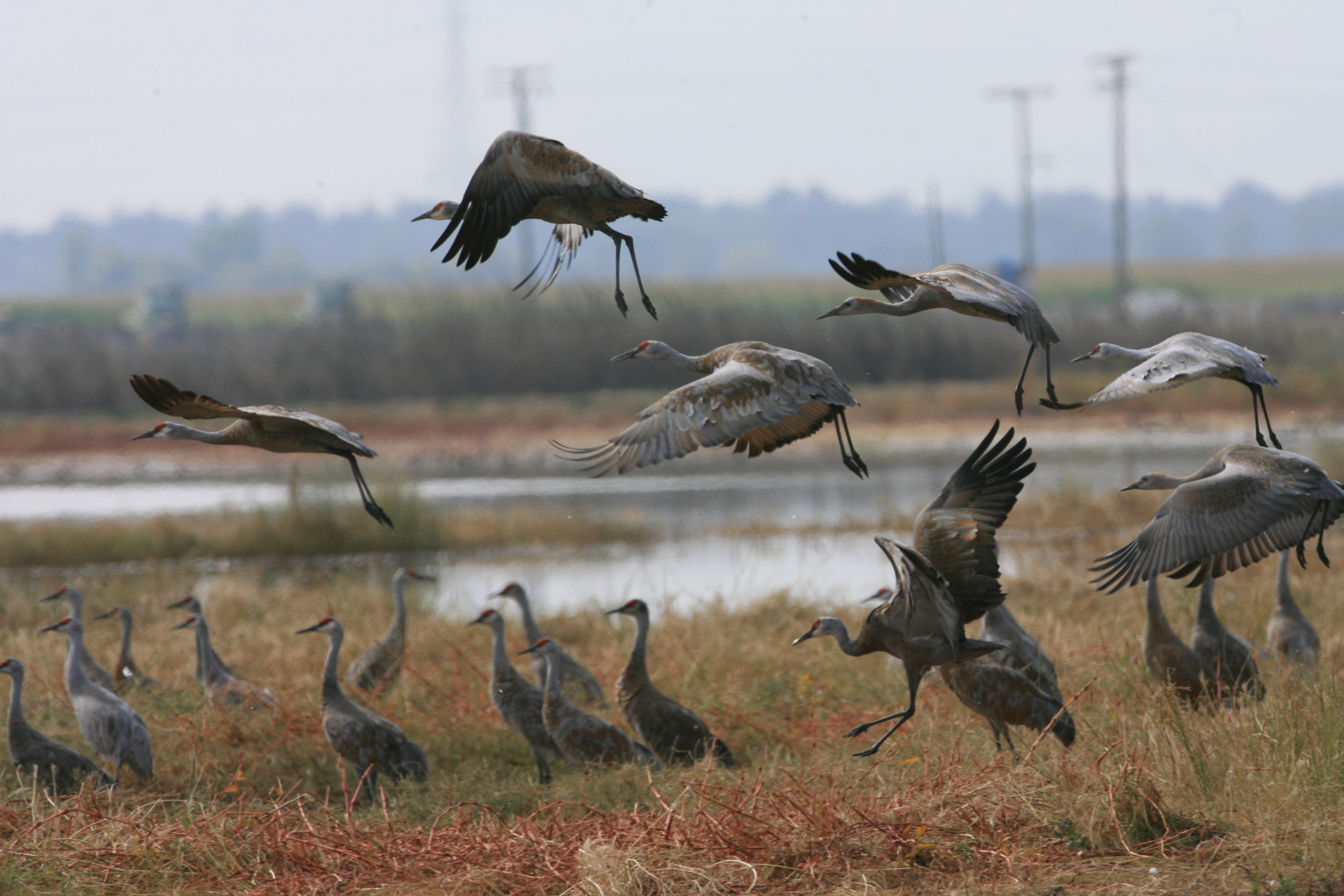
Канадські журавлі (Antigone canadensis) у заповіднику Національний природний заповідник Мерсед

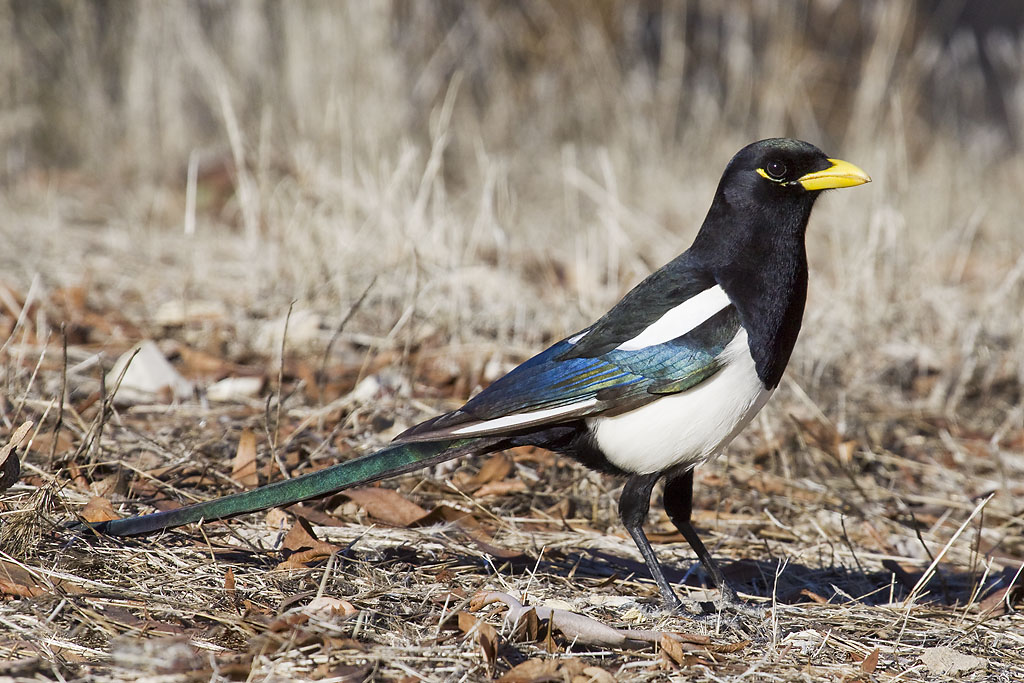
Каліфорнійська сорока (Pica nuttalli)

## Географія
Екорегіон луків Каліфорнійської долини охоплює Центральну долину Каліфорнії, або Каліфорнійську долину, яка простягається на 720 км від міста Ред-Блафф на південний схід до Вілер-Ріджа. Ця майже пласка долина завширшки до 80 км, дно якої лежить на висоті до 100 м над рівнем моря, а подекуди — нижче рівня моря, з усіх боків оточена горами — Каліфорнійськими Прибережними хребтами із заходу, Сьєрра-Невадою зі сходу, горами Кламат з півночі та горами Техачапі з півдня. У передгір'ях цих гір луки Каліфорнійської долини переходять у дубові рідколісся та чапараль, які входять до екорегіону чапаралю та рідколісь внутрішніх районів Каліфорнії.
Північна частина Каліфорнійської долини, відома як долина Сакраменто, лежить у басейні річки Сакраменто, а долина Сан-Хоакін, яка займає більшу частину півдня Каліфорнійської долини — у басейні річки Сан-Хоакін. Сакраменто та Сан-Хоакін беруть початок у високих горах на сході, після чого стікають у Центральну долину, зливаються посередині регіону, утворюючи велику внутрішню дельту, та впадають у затоку Сан-Франциско, яка займає прогалину у Каліфорнійських Прибережних хребтах.
Об'єм річкового стоку у Сакраменто, Сан-Хоакіні та їх притоках змінюється залежно від сезону, збільшуючись із початком зимових дощів та з весняним таненням снігів у Сьєрра-Неваді, та зменшуючись протягом більш сухих літніх та осінніх місяців. Раніше у заплавах річок існували широкі сезонні водно-болотні угіддя, які наповнювалися водою взимку і навесні та висихали влітку і восени. Також під час вологого сезону у погано дренованих районах виникали менші ефемерні водойми. Опади, що випадали протягом року, поповнювали великий прісноводний водоносний горизонт під Каліфорнійською долиною.
Наразі стік у багатьох річках, що стікають у Каліфорнійську долину, регулюється греблями, розташованими вище за течією. Навесні греблі затримують воду, яка використовується влітку для зрошення сільськогосподарських угідь. Багато сезонних водно-болотних угідь були осушені, зокрема більша частина дельти Сакраменто та Сан-Хоакіну. Водоносний горизонт, що лежить під долиною, також використовується для зрошення сільськогосподарських угідь та водопостачання поселень. За останні десятиліття рівень ґрунтових вод значно впав на більшій частині регіону. Раніше тут розташовувалися великі прісноводні озера, зокрема Туларе (найбільше прісноводне озеро в США на захід від Міссісіпі), Буена-Віста та Керн. Ці озера та навколишні сезонні водно-болотні угіддя наразі здебільшого осушені та перетворені на орні землі.

## Клімат
На більшій частині Центральної долини Каліфорнії переважає середземноморський клімат (Csa за класифікацією кліматів Кеппена), в басейні Туларе на півдні регіону — напівпустельний клімат (BSk за класифікацією Кеппена), а на крайньому півдні екорегіону — пустельний клімат (BWk або BWh за класифікацією Кеппена). Загалом клімат регіону більш посушливий, ніж у високогірних районах на сході та заході, але більш вологий, ніж у пустелях на сході та півдні. Західна сторона Каліфорнійської долини, яка знаходиться в дощовій тіні Каліфорнійських Прибережних хребтів, як правило, більш посушлива, ніж східна сторона. З просуванням з півночі на південь середньорічна кількість опадів зменшується від 750 мм до 250 мм. Літо в регіоні спекотне та сухе, а зима м'яка або прохолодна та відносно волога. 90 % опадів випадають у період з жовтня по квітень. Влітку температура в регіоні регулярно підіймається до 40 °C, а взимку, принаймні на якийсь короткий період, — опускається нижче 0 °C.

## Флора
Історично Каліфорнійська долина підтримувала різноманітні екосистеми, у яких домінували багаторічні трави, зокрема прерії, дубові савани та напівпустельні луки (на крайньому півдні), а також мозаїку прибережних лісів, прісноводних боліт та ефемерних водно-болотних угідь. Тут були поширені одні з найбільш різноманітних, продуктивних та самобутніх луків у Північній Америці.
Місцеві луки Каліфорнійської долини були змінені настільки давно, а їх залишків залишилося так мало, що видовий склад цих луків залишається не до кінця зрозумілим. Зазвичай вважається, що найбільш поширеним видом трав в екорегіоні була пурпурова голкова трава (Nassella pulchra). Однак деякі екологи вважають, що цей опортуністичний вид не був початковим домінантом, проте він став більш поширеним після початку деградації луків. Натомість лужний спороболус (Sporobolus airoides) є важливою трав'янистою рослиною, яка, ймовірно, раніше домінувала на луках, але наразі її ареал дуже обмежений. Біологічно багаті угруповання, у яких домінує цей вид, зустрічаються у Державному парку луків Великої долини. Ця природоохоронна територія площею 11,44 км² розташована у північній частині долини Сан-Хоакін.
Серед інших місцевих багаторічних трав, поширених в екорегіоні, слід відзначити дернистий щучник (Deschampsia cespitosa), айдахську кострицю (Festuca idahoensis), пониклу голкову траву (Nassella cernua), каліфорнійську дантонію (Danthonia californica), приморський дворядник (Distichlis spicata), повзучий колосняк (Leymus triticoides), сизий пирійник (Elymus glaucus), павучу арістіду (Aristida ternipes), каліфорнійську перлівку (Melica californica), дрібноцвіту перлівку (Melica imperfecta), жорстку мюленбергію (Muhlenbergia rigens), однобокий тонконіг (Poa secunda) та великоцвітий кипець (Koeleria macrantha). Ріст купин трави переважно відбувався пізньою весною, після завершення зимових дощів та настання більш теплої, сонячної погоди. 
Також на луках регіону зустрічалося багате різнотрав'я. Масове цвітіння каліфорнійського садового маку (Eschscholzia californica), люпину (Lupinus spp.) та пурпурової кастіллеї (Castilleja exserta) все ще час від часу трапляється у деяких районах, зокрема на рівнині Каррізо на південному заході екорегіону.
Зміна рослинності на луках Каліфорнійської долини, ймовірно, була більш різкою та швидкою, ніж у будь-якому іншому прерієвому екорегіоні Північної Америки. Наразі тут переважно домінують інвазивні трави, такі як двотичинковий стоколос (Bromus diandrus), м'який стоколос (Bromus hordeaceus), звичайний вівсюг (Avena fatua), бородатий овес (Avena barbata), приморський ячмінь (Hordeum marinum) та рясноцвіта пажитниця (Lolium multiflorum).
По всій Каліфорнійській долині зустрічаються рослинні угруповання, пов'язані з ефемерними водоймами, що сезонно заповнюються водою навесні. Відомо про існування кількох типів таких водойм, зокрема про солоні або лужні водойми у западинах, про терасові водойми, що зустрічаються на стародавніх надзаплавних терасах та про водойми, пов'язані з вулканічними ґрунтами. Рослинність, що зустрічається навколо цих водойм, часто включає багато унікальних ендеміків, таких як колюча тукторія (Tuctoria mucronata). Вологою весною навколо ефемерних водойм зростають різноманітні квіти, які зникають після того, як вода спадає.
У заплавах великих річок та озер Каліфорнійської долини раніше зустрічалися великі прісноводні болота, на яких переважали зарості ситника (Juncus spp.), гострої куги (Schoenoplectus acutus), рогозу (Typha spp.) та осоки (Cyperaceae), верболози та різноманітні водні рослини. Також у заплавах Сакраменто, Сан-Хоакіну та їх великих приток зустрічалися прибережні ліси, основу яких складали верби (Salix spp.), каліфорнійські платани (Platanus racemosa), ясенелисті клени (Acer negundo), тополі Фремонта (Populus fremontii) та долинні дуби (Quercus lobata). У нижній течії Сакраменто та Сан-Хоакіну ці ліси утворювали смугу завширшки до 30 км. На відміну від багатьох каліфорнійських лісів, у прибережних лісах дерева скидають своє листя взимку, можливо, через прохолодні та туманні умови, що панують в цей час у багатьох частинах річкових долин. У залишках прибережних лісів зустрічаються деякі рідкісні види рослин, зокрема пухнастоплоді гібіски (Hibiscus lasiocarpos).

## Фауна
Історично на луках Каліфорнійської долини паслися великі стада вилорогів (Antilocapra americana), каліфорнійських вапіті (Cervus canadensis nannodes) та каліфорнійських чорнохвостих оленів (Odocoileus hemionus californicus). За останні століття їх популяції значно скоротилися, а вилороги наразі зустрічаються лише у Національному природному заповіднику Сакраменто. Серед хижих ссавців, що зустрічаються в екорегіоні, слід відзначити північноамериканську пуму (Puma concolor couguar), руду рись (Lynx rufus), койота (Canis latrans), звичайну лисицю (Vulpes vulpes), сіру лисицю (Urocyon cinereoargenteus), американського борсука (Taxidea taxus), смугастого скунса (Mephitis mephitis), північноамериканську котофредку (Bassariscus astutus) та звичайного ракуна (Procyon lotor), а серед гризунів та інших дрібних ссавців, — великовухого зайця (Lepus californicus), каліфорнійського кролика (Sylvilagus bachmani), пустельного кролика (Sylvilagus audubonii), західну сіру вивірку (Sciurus griseus), каліфорнійського ховраха (Otospermophilus beecheyi), гоферчика Ботти (Thomomys bottae), каліфорнійську полівку (Microtus californicus) та дрібну торбомишу (Perognathus longimembris).
У водно-болотних угіддях екорегіону зустрічаються канадські бобри (Castor canadensis), канадські видри (Lontra canadensis), річкові візони (Neogale vison) та болотяні ондатри (Ondatra zibethicus). Раніше у Каліфорнійській долині мешкали каліфорнійські гризлі (Ursus arctos californicus) та вовки (Canis lupus), однак наразі вони в регіоні вимерли. Серед ендемічних або майже ендемічних представників регіону слід відзначити сан-хоакінського кенгурового стрибуна (Dipodomys nitratoides) (Dipodomys nitratoides), велетенського кенгурового стрибуна (Dipodomys ingens), сан-хоакінського піщаного ховраха (Ammospermophilus nelsoni) та сан-хоакінську торбомишу (Perognathus inornatus), а також рідкісну сан-хоакінську довговуху лисицю (Vulpes macrotis mutica).
Серед поширених в екорегіоні птахів слід відзначити каліфорнійську перепелицю (Callipepla californica), неоарктичного канюка (Buteo jamaicensis),  американського луня (Circus hudsonius), американського сича (Athene cunicularia), рубіновоголову каліпту (Calypte anna), каліфорнійську таязуру-подорожника (Geococcyx californianus), чорного феба (Sayornis nigricans), американського сорокопуда (Lanius ludovicianus), рогатого жайворонка (Eremophila alpestris), потюка (Chondestes grammacus), саванову вівсянку (Passerculus sandwichensis), польову вівсянку (Pooecetes gramineus) та західного шпаркоса (Sturnella neglecta). У великих прісноводних болотах в дельті Сакраменто та Сан-Хоакіну історично зустрічалися величезні популяції зимуючих водоплавних птахів, що мігрували Тихоокеанським пролітним шляхом. Прибережні ліси також були важливими міграційними шляхами. У них гніздилися численні неотропічні перелітні птахи, зокрема північні кукліло (Coccyzus americanus) та іктерії (Icteria virens). Майже ендемічними представниками екорегіону є каліфорнійські дятли (Dryobates nuttallii),  каліфорнійські еполетники (Agelaius tricolor) та каліфорнійські сороки (Pica nuttalli), які окрім Каліфорнійської долини, зустрічаються також у навколишніх передгір'ях.
Серед плазунів, поширених у Каліфорнійській долині, слід відзначити сцинка Гілберта (Plestiodon gilberti), західну парканну ігуану (Sceloporus occidentalis), сан-дієгську фриносому (Phrynosoma blainvillii), берегову фриносому (Phrynosoma coronatum), довгоносу змію (Rhinocheilus lecontei) та західного гримучника (Crotalus oreganus), а серед амфібій — західну американську жабу (Anaxyrus boreas) та західного лопатонога (Spea hammondii). Ендемічними або майже ендемічними представниками екорегіону є тупоносі леопардові ящірки (Gambelia sila), сан-хоакінські полози-батоги (Masticophis flagellum ruddocki) та сьєрранські садові змії (Thamnophis couchii). 
Раніше у річках регіону нерестилися чавичі (Oncorhynchus tshawytscha), а також зустрічалися різноманітні ендемічні та майже ендемічні риби, зокрема кугові окуні (Hysterocarpus traskii), дельтові корюшки (Hypomesus transpacificus), сакраментські щукоголавлі (Ptychocheilus grandis), сакраментські чорні яльці (Orthodon microlepidotus), сакраментські роздвоєнохвости (Pogonichthys macrolepidotus), сакраментські окуні (Archoplites interruptus) та сакраментські чукучани (Catostomus occidentalis). Будівництво гребель, зменшення річкового стоку та поширення інтродукованих видів риб призвели до скорочення популяції місцевих видів.
У екосистемах, пов'язаних з ефемерними водоймами, зустрічаються рідкісні види безхребетних, зокрема ендемічні дельтові зелені жуки (Elaphrus viridis) та бузинові жуки-вусачі (Desmocerus californicus dimorphus). Також з цими унікальними середовищами існування пов'язані кілька ендемічних видів водних безхребетних, зокрема голих зяброногів (Anostraca) та щитнів (Notostraca).

## Збереження
Каліфорнійська долина — це основний сільськогосподарський регіон Каліфорнії. Хоча регіон включає менше 1 % від всіх сільськогосподарських угідь США, він виробляє 25 % всіх продуктів харчування в країні, зокрема 40 % фруктів і горіхів. Сільське господарство регіону спирається на інтенсивне зрошення; лише близько однієї чверті посівних площ не зрошується. Основними культурами, що вирощуються на полях і в садах Каліфорнійської долини, є рис, мигдаль, абрикоси, оливки, виноград, бавовник, різноманітні овочі та цитруси. Також в регіоні розвинене молочне скотарство. Хоча сільське господарство тут є економічно диверсифікованим у тому сенсі, що в регіоні вирощується багато різних видів культур, більшість із них існують у формі великомасштабних промислових монокультур, і майже немає традиційного диверсифікованого землеробства, коли на одній невеликій території висаджуються кілька видів культур, і при цьому на фермі залишається місце для незайманих куточків дикої природи. Хоча Каліфорнійська долина менш урбанізована, ніж прибережні райони Каліфорнії, тут є кілька відносно великих міст, зокрема Сакраменто, столиця Каліфорнії, та Фресно, у яких проживає понад півмільйона людей, а також кілька менших міст, таких Бейкерсфілд, Стоктон, Модесто, Реддінг та Чико.
Розвиток сільського господарства, розширення міст, зміна режиму пожеж та гідрологічного режиму річок, надмірний випас худоби, а також поширення інтродукованих видів рослин та тварин призвели до знищення та деградації природних ландшафтів екорегіону. Наразі на луках Каліфорнійської долини переважають інтродуковані однорічні трави, які подекуди майже на 99 % витіснили місцеві багаторічні види. За оцінками, більше 66 % ефемерних водойм регіону були знищені, причому більшість незайманих водойм залишилися на високих терасах. З приблизно 4000 км² прибережних лісів наразі залишилося 416 км², однак лише 40 км² прибережних лісів, або 1 % від їх початкової площі, можна вважати незайманими. Від початкової площі прісноводних боліт залишилося лише близько 6 %, причому ті болота, що залишилися, значно деградували та активно використовуються у вирощуванні качок, як водосховища або відстійники стічних вод. Будівництво гребель та забруднення продовжують загрожувати високому біорізноманіттю прісноводних екосистем регіону.
Оцінка 2017 року показала, що 1935 км², або 4 % екорегіону, є заповідними територіями. Ще близько 3 % території екорегіону є відносно незайманими. Природоохоронні території включають: Комплекс національних природних заповідників Сакраменто, Комплекс національних природних заповідників Сан-Луїс, Національний природний заповідник річки Сан-Хоакін, Національний природний заповідник Мерсед, Національний природний заповідник Пікслі, Національний природний заповідник Керн, Державний парк луків Великої долини, Державний парк Дос-Ріос, Зону управління дикою природою Батт-Сінк, Зону управління дикою природою Грассландс, Заповідник річки Косумнес та Заповідник прерії Джепсон.